# Comes Love…
Comes Love… från 1999 är ett musikalbum med Agneta Baumann.

## Låtlista
1. That Old Devil Called Love (Allan Roberts/Doris Fisher) – 4:55
2. Comes Love (Lew Brown/Sam Stept/Charles Tobias) – 4:28
3. Blame It on My Youth (Oscar Levant/Edward Heyman) – 5:17
4. I'm Just a Lucky So and So (Duke Ellington/Mack David) – 5:16
5. Easy Living (Ralph Rainger/Leo Robin) – 5:09
6. Thou Swell (Richard Rodgers/Lorenz Hart) – 2:50
7. Every Time We Say Goodbye (Cole Porter) – 5:17
8. Who Cares? (George Gershwin/Ira Gershwin) – 4:20
9. I Have the Feeling I've Been Here Before (Roger Kellaway/Alan Bergman/Marilyn Bergman) – 3:03
10. Get Out of Town (Cole Porter) – 4:54
11. There's No You (Hal Hopper/Tom Adair) – 5:07
12. It Never Entered My Mind (Richard Rodgers/Lorenz Hart) – 5:22
13. In Love in Vain (Jerome Kern/Leo Robin) – 3:44
14. What's New? (Bob Haggart/Johnny Burke) – 5:04

## Medverkande
- Agneta Baumann – sång
- Bosse Broberg – trumpet
- Gösta Rundqvist – piano
- Hans Backenroth – bas
- Johan Löfcrantz Ramsay – trummor